# La Neuvelle-lès-Scey
La Neuvelle-lès-Scey ist eine französische Gemeinde im Département Haute-Saône in der Region Bourgogne-Franche-Comté.

## Geographie
La Neuvelle-lès-Scey liegt auf einer Höhe von 302 m über dem Meeresspiegel, vier Kilometer nordwestlich von Scey-sur-Saône-et-Saint-Albin und etwa 19 Kilometer westnordwestlich der Stadt Vesoul (Luftlinie). Das ehemalige Straßenzeilendorf erstreckt sich im zentralen Teil des Départements, in der leicht gewellten Landschaft auf dem Plateau westlich der Saône, am Nordrand des Bois du Prince de Bauffremont.
Die Fläche des 6,46 km² großen Gemeindegebiets umfasst einen Abschnitt im Bereich des Plateaus westlich des Saônetals. Der zentrale Teil des Gebietes wird von einer weiten Mulde eingenommen, die sich allmählich nach Südosten zum Tal der Saône senkt. Sie liegt durchschnittlich auf 280 m und wird überwiegend landwirtschaftlich genutzt. Flankiert wird diese Mulde von waldigen Anhöhen: im Osten vom Bois de Scey, im Norden vom Grand Bois (bis 340 m), im Westen von Les Époisses und im Südwesten vom Höhenrücken des Bois du Prince de Bauffremont. Mit 345 m wird hier die höchste Erhebung von La Neuvelle-lès-Scey erreicht. Das Gebiet besteht aus einer Wechsellagerung von kalkigen und sandig-mergeligen Sedimenten der oberen und mittleren Jurazeit. Es gibt hier keine oberirdischen Fließgewässer, weil das Niederschlagswasser im verkarsteten Untergrund versickert.
Nachbargemeinden von La Neuvelle-lès-Scey sind Arbecey im Norden, Scey-sur-Saône-et-Saint-Albin im Osten und Süden sowie Combeaufontaine im Westen.

## Geschichte
Überreste aus gallorömischer Zeit und ein Gräberfeld aus der Merowingerzeit weisen auf eine lange Besiedlungsgeschichte des Gebietes hin. Im Mittelalter gehörte La Neuvelle-lès-Scey zur Freigrafschaft Burgund und darin zum Gebiet des Bailliage d’Amont. Die lokale Herrschaft hatten die Herren von Scey inne. Zusammen mit der Franche-Comté gelangte La Neuvelle mit dem Frieden von Nimwegen 1678 definitiv an Frankreich. Heute ist La Neuvelle-lès-Scey Mitglied des 22 Ortschaften umfassenden Gemeindeverbandes Communauté de communes des Combes.

## Sehenswürdigkeiten
La Neuvelle-lès-Scey besitzt eine kleine Kapelle, die im 19. Jahrhundert errichtet wurde. Der Ortskern ist geprägt durch zahlreiche Häuser aus dem 16. und 17. Jahrhundert, die den traditionellen Stil der Haute-Saône zeigen. Der Rundbrunnen stammt von 1935.

## Bevölkerung
| Jahr                       | 1962 | 1968 | 1975 | 1982 | 1990 | 1999 | 2006 |
| Einwohner                  | 152  | 134  | 100  | 106  | 131  | 125  | 186  |
| Quellen: Cassini und INSEE |      |      |      |      |      |      |      |

Mit 170 Einwohnern (1. Januar 2022) gehört La Neuvelle-lès-Scey zu den kleinen Gemeinden des Département Haute-Saône. Nachdem die Einwohnerzahl in der ersten Hälfte des 20. Jahrhunderts deutlich abgenommen hatte (1891 wurden noch 301 Personen gezählt), wurde seit Mitte der 1970er Jahre wieder ein leichtes Bevölkerungswachstum verzeichnet.

## Wirtschaft und Infrastruktur
La Neuvelle-lès-Scey war bis weit ins 20. Jahrhundert hinein ein vorwiegend durch die Landwirtschaft (Ackerbau, Obstbau und Viehzucht) und die Forstwirtschaft geprägtes Dorf. Heute gibt es einige Betriebe des lokalen Kleingewerbes. Der Ort ist bekannt für seine Weihnachtsbaumplantagen. In den letzten Jahrzehnten hat sich das Dorf zu einer Wohngemeinde gewandelt. Viele Erwerbstätige sind deshalb Pendler, die in den größeren Ortschaften der Umgebung ihrer Arbeit nachgehen.
Die Ortschaft ist verkehrstechnisch gut erschlossen. Sie liegt nahe der Hauptstraße N19, die von Vesoul nach Langres führt. Weitere Straßenverbindungen bestehen mit Scey-sur-Saône und Arbecey.